# Fishbourne
Fishbourne är en by och en civil parish i Chichester i Storbritannien. Den ligger i grevskapet West Sussex och riksdelen England, i den södra delen av landet, 90 km sydväst om huvudstaden London. Orten hade 1 953 invånare (2001).